# Liopropoma carmabi
Liopropoma carmabi är en fiskart som först beskrevs av Randall, 1963.  Liopropoma carmabi ingår i släktet Liopropoma och familjen havsabborrfiskar. Inga underarter finns listade i Catalogue of Life.